# Yuko Nakanishi
Yuko Nakanishi, född 24 april 1981 i Ikeda, Ōsaka, är en japansk simmare.
Nakanishi blev olympisk bronsmedaljör på 200 meter fjärilsim vid sommarspelen 2004 i Aten.